# Frank Carillo
Frank Carillo (* 14. Juli 1950 in Brooklyn, New York) ist ein US-amerikanischer Gitarrist, Sänger und Rockmusiker.

## Biographie
Frank Carillo gilt als musician's musician. Seit 2004 gibt es die Band Frank Carillo & the Bandoleros.
Erste Aufnahmen machte Carillo für Peter Frampton und dessen LPs Wind Of Change(1972) und Frampton's Camel (1973).
1973 gründete Carillo in England die Band Doc Holliday (nicht zu verwechseln mit der US Band gleichen Namens). Die gleichnamige LP wurde von Chris Kimsey produziert. Die erste Solo-LP erschien 1978. In der Folgezeit arbeitete Carillo unter anderem zusammen mit Yvonne Elliman sowie Carly Simon, Joan Jett und Twiggy, für die er auch Songs schrieb.
Carillo tourte in den USA als Vorprogramm unter anderem für Cheap Trick, Bad Company, Tom Petty, J. Geils Band oder Van Halen. 1990 kam es unter dem Namen Golden Carillo zur Zusammenarbeit mit der Sängerin Annie Golden. Das Duo veröffentlichte drei LPs, wovon die beiden ersten auch in Europa erfolgreich waren. Der Song Waiting For Someone von A. Golden und F. Carillo wurde für den Soundtrack des Films Bodyswitch – Verhexte Küsse (1992) verwendet.
Die LP Toxic Emotion von Golden Carillo wurde im Studio von George Kooymans (Golden Earring) aufgenommen. Es entwickelte sich eine anhaltende Freundschaft zwischen den beiden Musikern. 1995 lernte Carillo die niederländische Sängerin Anouk kennen, deren Debütalbum von Kooymans produziert wurde. Carillo war als Musiker und Songschreiber an dieser Produktion beteiligt.
2003 wirkte Carillo ebenfalls als Songschreiber und Gitarrist an der CD Milbrook USA von Golden Earring mit. In den letzten Jahren sah man Carillo auch in der Tourneeband des Bluesmusikers John P. Hammond. 2006 tourte Carillo durch die Niederlande und Deutschland.

## Diskografie

### Doc Holliday
- 1973 – Doc Holliday

### Solo-Alben
- 1978 – Rings Around the Moon
- 1979 – Streets Of Dreams

### Golden Carillo
- 1992 – A Fire In New Town
- 1993 – Toxic Emotion
- 1997 – Back For More

### Frank Carillo & The Bandoleros
- 2004 – Bad Out There
- 2008 – Someday